# وحدة تزويد الطاقة (حاسوب)
وحدة تزويد الطاقة (بالإنجليزية: Power supply unit)‏ (غالبًا ما يُشار إليها اختصارًا باسم PSU) أو وحدة إمداد الطاقة، هو جهاز من أحد مكونات الحاسوب يقوم بتحويل التيار المتردد الرئيسي إلى طاقة تيار مستمر منظمة ذات جهد منخفض للمكونات الداخلية للحاسوب. تستخدم أجهزة الحاسوب الشخصية الحديثة بشكل عام مصادر الطاقة ذات الوضع المحول. تحتوي بعض مصادر الطاقة على مفتاح يدوي لاختيار جهد الدخل، بينما يتكيف البعض الآخر تلقائيًا مع جهد التيار الكهربائي.